# Too Close (Alex Clare)
Too Close is een nummer van de Britse zanger Alex Clare. Het nummer werd in april 2011 digitaal vrijgegeven als de tweede single van zijn debuutalbum The Lateness of the Hour. In maart 2012 werd het nummer door Microsoft geselecteerd als soundtrack voor de reclamecampagne voor Internet Explorer 9, die een maand later van start ging. Het was dankzij het verschijnen in deze reclamecampagne dat het nummer internationaal doorbrak. Zo werd het een nummer 1-hit in Duitsland en bleef het twee weken op de vierde positie staan in de UK Singles Chart. Het nummer werd ook gebruikt voor de soundtrack van de film Taken 2.

## Hitnoteringen

### Nederlandse Top 40
| Hitnotering: 04-06-2011 t/m 18-06-2011 | Hitnotering: 04-06-2011 t/m 18-06-2011 | Hitnotering: 04-06-2011 t/m 18-06-2011 | Hitnotering: 04-06-2011 t/m 18-06-2011 | Hitnotering: 04-06-2011 t/m 18-06-2011 |
| Week:                                  | 1                                      | 2                                      | 3                                      |                                        |
| -------------------------------------- | -------------------------------------- | -------------------------------------- | -------------------------------------- | -------------------------------------- |
| Positie:                               | 38                                     | 37                                     | 39                                     | uit                                    |

### NederlandseSingle Top 100
| Hitnotering: (Week 1 t/m 4) 28-05-2011 t/m 18-06-2011 Hitnotering: (Week 5) 24-09-2011 | Hitnotering: (Week 1 t/m 4) 28-05-2011 t/m 18-06-2011 Hitnotering: (Week 5) 24-09-2011 | Hitnotering: (Week 1 t/m 4) 28-05-2011 t/m 18-06-2011 Hitnotering: (Week 5) 24-09-2011 | Hitnotering: (Week 1 t/m 4) 28-05-2011 t/m 18-06-2011 Hitnotering: (Week 5) 24-09-2011 | Hitnotering: (Week 1 t/m 4) 28-05-2011 t/m 18-06-2011 Hitnotering: (Week 5) 24-09-2011 | Hitnotering: (Week 1 t/m 4) 28-05-2011 t/m 18-06-2011 Hitnotering: (Week 5) 24-09-2011 | Hitnotering: (Week 1 t/m 4) 28-05-2011 t/m 18-06-2011 Hitnotering: (Week 5) 24-09-2011 | Hitnotering: (Week 1 t/m 4) 28-05-2011 t/m 18-06-2011 Hitnotering: (Week 5) 24-09-2011 |
| Week:                                                                                  | 1                                                                                      | 2                                                                                      | 3                                                                                      | 4                                                                                      |                                                                                        | 5                                                                                      |                                                                                        |
| -------------------------------------------------------------------------------------- | -------------------------------------------------------------------------------------- | -------------------------------------------------------------------------------------- | -------------------------------------------------------------------------------------- | -------------------------------------------------------------------------------------- | -------------------------------------------------------------------------------------- | -------------------------------------------------------------------------------------- | -------------------------------------------------------------------------------------- |
| Positie:                                                                               | 33                                                                                     | 37                                                                                     | 76                                                                                     | 96                                                                                     | uit                                                                                    | 83                                                                                     | uit                                                                                    |